# Alaksandr Pazniak
Alaksandr Alaksandrawicz Pazniak (biał. Аляксандр Аляксандравіч Пазняк, ros. Александр Александрович Позняк, Aleksandr Aleksandrowicz Pozniak; ur. 23 lipca 1994 w Lidzie) – białoruski piłkarz, grający na pozycji środkowego obrońcy w rosyjskim klubie Kubań Krasnodar, do którego jest wypożyczony z Dynamy Mińsk. Były młodzieżowy i seniorski reprezentant Białorusi.